# Heroes of the Storm
Heroes of the Storm (abrégé HotS) est un jeu vidéo de type arène de bataille en ligne multijoueur (MOBA), édité et développé par Blizzard Entertainment, sorti le 2 juin 2015 sur Windows et Mac OS X. Le jeu se déroule dans un univers fictif dans lequel s'affrontent des héros issus des franchises de Blizzard incluant Warcraft, Diablo, StarCraft, The Lost Vikings et Overwatch.
Le jeu est d'abord baptisé Blizzard DOTA et présenté lors de la BlizzCon de 2010 comme une carte personnalisée destinée à StarCraft II. Il est ensuite renommé en Blizzard All-Stars, puis en Heroes of the Storm à la suite d'un procès avec Valve qui remporte les droits d'utilisation de la marque DOTA.
Le jeu entre en alpha le 13 mars 2014, puis en version bêta le 13 janvier 2015, pour sortir le 2 juin 2015. Les années suivantes, il reçoit deux extensions nommées L'Éternel conflit et Machines de guerre ajoutant de nouveaux héros, de nouvelles cartes ainsi qu'un nouveau mode de jeu.

## Trame

### Univers
Heroes of the Storm prend place dans un monde imaginaire inconnu de type fantasy. Une tempête transdimensionnelle y fait rage depuis des temps immémoriaux. Cette entité, sorte de limbes où s'entrechoquent les univers des jeux Blizzard, est nommée Nexus. Il a le pouvoir d’assimiler d’autres mondes auxquels il est en permanence connecté, afin d’en façonner de nouveaux royaumes. Chacun de ces royaumes créés est gouverné par un puissant seigneur maître du jeu,. Il impose ses propres règles et sa propre histoire, grâce aux pouvoirs que lui confèrent les pierres de singularité,.
Un royaume prend la forme d’un champ de bataille aux décors d’un univers de jeu Blizzard aspiré par le Nexus, où deux équipes s’affrontent dans un but de conquête. Les héros de ces univers aspirés sont alors utilisés au combat, tels des pions, et sont ressuscités par leurs seigneurs respectifs s’ils tombent au combat. Il existe un grand nombre de héros servant le Nexus, où chacun existe en une multitude de versions différentes provenant de divers univers parallèles ou d'autres royaumes,, revêtant ainsi des apparences très différentes selon l’époque d’où ils viennent.
Les seigneurs de ces mondes, omniscients, commentent et interagissent avec les héros de leur équipe durant les affrontements selon leur bon vouloir. Le but des seigneurs est de conquérir les terres des royaumes voisins.

### Personnages
Le joueur contrôle le personnage de son choix et intègre une équipe de cinq joueurs. Chaque héros dispose de talents et capacités spécifiques selon son rôle : il peut être assassin mêlée, assassin distance, soigneur, soutien, guerrier défensif ou guerrier offensif.  
Au fil de la partie, l'équipe du joueur acquiert des points d'expérience partagés entre tous les héros, les faisant alors progresser en niveaux. Les points d'expérience sont gagnés à mesure que les alliés éliminent des ennemis et des bâtiments. À chaque niveau gagné, les dégâts et la vie des héros d'une même équipe sont augmentés. Dès qu'un palier de niveau est atteint, le joueur choisit d'obtenir soit une nouvelle compétence, soit une amélioration d'une compétence existante. Au niveau 10, le joueur sélectionne une capacité puissante dite « capacité ultime », sorte de super-pouvoir pouvant renverser le dénouement d'une bataille.
Les héros disposent également d'un moyen de déplacement rapide pouvant prendre la forme d'une monture ou d'une capacité à activer. En fin de partie, le joueur reçoit une somme de pièces d'or et des points d'expérience dépendant de l'issue de la partie. Ces points d'expérience permettent au héros joué de gagner des niveaux ce qui va, par extension, faire évoluer le niveau du joueur.
| Nom français       | Nom anglais      | Univers             | Rôle                | Sortie            |
| ------------------ | ---------------- | ------------------- | ------------------- | ----------------- |
| Abathur            | Abathur          | StarCraft           | Soutien             | 13 mars 2014      |
| Aile-de-mort       | Deathwing        | Warcraft            | Guerrier offensif   | 3 décembre 2019   |
| Alarak             | Alarak           | StarCraft           | Assassin en mêlée   | 13 septembre 2016 |
| Alexstrasza        | Alexstrasza      | Warcraft            | Soigneur            | 14 novembre 2017  |
| Ana                | Ana              | Overwatch           | Soigneur            | 26 septembre 2017 |
| Anduin             | Anduin           | Warcraft            | Soigneur            | 30 avril 2019     |
| Anub'arak          | Anub'arak        | Warcraft            | Guerrier défensif   | 7 octobre 2014    |
| Artanis            | Artanis          | StarCraft           | Guerrier offensif   | 20 octobre 2015   |
| Arthas             | Arthas           | Warcraft            | Guerrier défensif   | 13 mars 2014      |
| Asmodan            | Azmodan          | Diablo              | Assassin à distance | 7 octobre 2014    |
| Auriel             | Auriel           | Diablo              | Soigneur            | 9 août 2016       |
| Balafré            | Stitches         | Warcraft            | Guerrier défensif   | 13 mars 2014      |
| Blanchetête        | Whitemane        | Warcraft            | Soigneur            | 7 août 2018       |
| Bourbie            | Murky            | Warcraft            | Assassin en mêlée   | 22 mai 2014       |
| Cassia             | Cassia           | Diablo              | Assassin à distance | 4 avril 2017      |
| Chacal             | Junkrat          | Overwatch           | Assassin à distance | 17 octobre 2017   |
| Chen               | Chen             | Warcraft            | Guerrier offensif   | 10 septembre 2014 |
| Cho                | Cho              | Warcraft            | Guerrier défensif   | 17 novembre 2015  |
| Chromie            | Chromie          | Warcraft            | Assassin à distance | 17 mai 2016       |
| D.Va               | D.Va             | Overwatch           | Guerrier offensif   | 16 mai 2017       |
| Deckard            | Deckard          | Diablo              | Soigneur            | 24 avril 2018     |
| Dehaka             | Dehaka           | StarCraft           | Guerrier offensif   | 29 mars 2016      |
| Diablo             | Diablo défensif  | Diablo              | Guerrier défensif   | 13 mars 2014      |
| E.T.C.             | E.T.C.           | Warcraft            | Guerrier défensif   | 13 mars 2014      |
| EDN-OS             | Probius          | StarCraft           | Assassin à distance | 14 mars 2017      |
| Falstad            | Falstad          | Warcraft            | Assassin à distance | 13 mars 2014      |
| Fénix              | Fenix            | StarCraft           | Assassin à distance | 27 mars 2018      |
| Gall               | Gall             | Warcraft            | Assassin à distance | 17 novembre 2015  |
| Garrosh            | Garrosh          | Warcraft            | Guerrier défensif   | 8 août 2017       |
| Gazleu             | Gazlowe          | Warcraft            | Assassin en mêlée   | 13 mars 2014      |
| Genji              | Genji            | Overwatch           | Assassin à distance | 25 avril 2017     |
| Grisetête          | Greymane         | Warcraft            | Assassin à distance | 12 janvier 2016   |
| Gul'dan            | Gul'dan          | Warcraft            | Assassin à distance | 12 juillet 2016   |
| Hanzo              | Hanzo            | Overwatch           | Assassin à distance | 12 décembre 2017  |
| Illidan            | Illidan          | Warcraft            | Assassin en mêlée   | 13 mars 2014      |
| Impérius           | Imperius         | Diablo              | Guerrier offensif   | 8 janvier 2019    |
| Jaina              | Jaina            | Warcraft            | Assassin à distance | 2 décembre 2014   |
| Johanna            | Johanna          | Diablo              | Guerrier défensif   | 2 juin 2015       |
| Kael'thas          | Kael'thas        | Warcraft            | Assassin à distance | 12 mai 2015       |
| Kel'Thuzad         | Kel'Thuzad       | Warcraft            | Assassin à distance | 5 septembre 2017  |
| Kerrigan           | Kerrigan         | StarCraft           | Assassin en mêlée   | 13 mars 2014      |
| Kharazim           | Kharazim         | Diablo              | Soigneur            | 18 août 2015      |
| Kramer             | Blaze            | StarCraft           | Guerrier défensif   | 9 janvier 2018    |
| Lardeur            | Hogger           | Warcraft            | Guerrier offensif   | 23 novembre 2020  |
| Le Boucher         | The Butcher      | Diablo              | Assassin en mêlée   | 30 juin 2015      |
| Léoric             | Leoric           | Diablo              | Guerrier offensif   | 21 juillet 2015   |
| Les Vikings Perdus | The Lost Vikings | The Lost Vikings    | Soutien             | 10 février 2015   |
| Li Li              | Li Li            | Warcraft            | Soigneur            | 15 avril 2014     |
| Li-Ming            | Li-Ming          | Diablo              | Assassin à distance | 2 février 2016    |
| Lt. Morales        | Lt. Morales      | StarCraft           | Soigneur            | 6 octobre 2015    |
| Luisaile           | Brightwing       | Warcraft            | Soigneur            | 15 avril 2014     |
| Lunara             | Lunara           | Warcraft            | Assassin à distance | 15 décembre 2015  |
| Lúcio              | Lúcio            | Overwatch           | Soigneur            | 14 février 2017   |
| Maiev              | Maiev            | Warcraft            | Assassin en mêlée   | 6 février 2018    |
| Malfurion          | Malfurion        | Warcraft            | Soigneur            | 13 mars 2014      |
| Mal'Ganis          | Mal'Ganis        | Warcraft            | Guerrier défensif   | 16 octobre 2018   |
| Malthaël           | Malthael         | Diablo              | Guerrier offensif   | 13 juin 2017      |
| Medivh             | Medivh           | Warcraft            | Soutien             | 14 juin 2016      |
| Méphisto           | Mephisto         | Diablo              | Assassin à distance | 4 septembre 2018  |
| Muradin            | Muradin          | Warcraft            | Guerrier défensif   | 13 mars 2014      |
| Nasibo             | Nazeebo          | Diablo              | Assassin à distance | 13 mai 2014       |
| Nova               | Nova             | StarCraft           | Assassin à distance | 13 mars 2014      |
| Orphéa             | Orphea           | Heroes of the Storm | Assassin à distance | 13 novembre 2018  |
| Qhira              | Qhira            | Heroes of the Storm | Assassin en mêlée   | 6 août 2019       |
| Ragnaros           | Ragnaros         | Warcraft            | Guerrier offensif   | 14 décembre 2016  |
| Raynor             | Raynor           | StarCraft           | Assassin à distance | 13 mars 2014      |
| Rehgar             | Rehgar           | Warcraft            | Soigneur            | 23 juillet 2014   |
| Rexxar             | Rexxar           | Warcraft            | Guerrier offensif   | 8 septembre 2015  |
| Samuro             | Samuro           | Warcraft            | Assassin en mêlée   | 18 octobre 2016   |
| Sgt. Marteau       | Sgt. Hammer      | StarCraft           | Assassin à distance | 13 mars 2014      |
| Sonya              | Sonya            | Diablo              | Guerrier offensif   | 13 mars 2014      |
| Stukov             | Stukov           | StarCraft           | Soigneur            | 11 juillet 2017   |
| Sylvanas           | Sylvanas         | Warcraft            | Assassin à distance | 24 mars 2015      |
| Tassadar           | Tassadar         | StarCraft           | Soutien             | 13 mars 2014      |
| Thrall             | Thrall           | Warcraft            | Guerrier offensif   | 13 janvier 2015   |
| Tracer             | Tracer           | Overwatch           | Assassin à distance | 16 avril 2016     |
| Tychus             | Tychus           | StarCraft           | Assassin à distance | 18 mars 2014      |
| Tyrande            | Tyrande          | Warcraft            | Soigneur            | 13 mars 2014      |
| Tyraël             | Tyrael           | Diablo              | Guerrier défensif   | 13 mars 2014      |
| Uther              | Uther            | Warcraft            | Soigneur            | 13 mars 2014      |
| Valeera            | Valeera          | Warcraft            | Assassin en mêlée   | 24 janvier 2017   |
| Valla              | Valla            | Diablo              | Assassin à distance | 13 mars 2014      |
| Varian             | Varian           | Warcraft            | Guerrier offensif   | 15 novembre 2016  |
| Xul                | Xul              | Diablo              | Guerrier offensif   | 1er mars 2016     |
| Yrel               | Yrel             | Warcraft            | Guerrier offensif   | 4 juin 2018       |
| Zagara             | Zagara           | StarCraft           | Assassin à distance | 26 juin 2014      |
| Zarya              | Zarya            | Overwatch           | Soutien             | 27 septembre 2016 |
| Zeratul            | Zeratul          | StarCraft           | Assassin en mêlée   | 13 mars 2014      |
| Zul'jin            | Zul'jin          | Warcraft            | Assassin à distance | 4 janvier 2017    |

## Système de jeu

### Généralités
Bien que décrit comme un « Hero Brawler » en ligne par ses développeurs, Heroes of the Storm est considéré comme étant un jeu d'arène de bataille en ligne multijoueur dit MOBA, dans la lignée de League of Legends, Dota 2 ou bien encore Smite. Comme dans ces derniers, deux équipes de cinq joueurs s’affrontent sur une carte aux proportions symétriques, avec pour objectif la destruction du bâtiment principal adverse, nommé ici Idole ou Core en anglais.
Chaque joueur contrôle un héros, qu'il choisit avant le lancement de la partie, parmi les différentes classes de personnages disponibles. Ils disposent de talents augmentant en puissance en fonction de l'expérience acquise au combat. À chaque ennemi ou bâtiment adverse éliminé, un héros fait gagner de l'expérience à son équipe, permettant d'améliorer la vie, les dégâts et les compétences de tous les alliés.
L'Idole est protégée par des portes gardées par des tours et des bastions, mais aussi par des unités générées en continu par l'idole, appelés sbires. Ces derniers progressent sur les routes reliant les bases des deux équipes et attaquent les bâtiments, les unités et les héros adverses. Elles permettent également de donner un aperçu des alentours lors de leurs déplacements dans le brouillard de guerre recouvrant la carte qui empêche les joueurs de voir ce qu'il se passe là où il n'y a pas d'allié. Ces sbires sont des unités fragiles mais stratégiques que le joueur doit pousser à aller le plus loin possible vers l'idole ennemie. L'équipe qui détruit l'idole adverse — le cœur de la base ennemie — remporte la victoire.
Tout comme les autres jeux du genre, les champs de bataille disposent de camps neutres peuplés de mercenaires et de bosses. Ils permettent aux joueurs d'en faire de puissants alliés contrôlés par le jeu qui combattront pour l'équipe qui capture le camp.
Heroes of the Storm se distingue d’abord des autres jeux du genre par une plus grande variété de champs de bataille, chacun proposant des objectifs spécifiques devant être atteints pour obtenir un avantage. Les développeurs ont également simplifié certains mécanismes de jeu en supprimant notamment le gain de pièces d'or permettant habituellement d'acheter de l'équipement, ou encore le gain individuel d'expérience mettant ainsi tous les joueurs d'une équipe sur un même pied. Les parties sont également plus courtes que les autres jeux du genre, ne dépassant que très rarement les 30 minutes.

### Rôles
Un rôle, aussi appelé classe, représente un ensemble de capacités, un style de jeu et une utilité bien spécifique. Chaque personnage appartient à une seule classe, à la presque exception du héros Varian, personnage guerrier offensif, pouvant s'orienter significativement vers le guerrier défensif, l'assassin mêlée burst (beaucoup de dégâts sur un court laps de temps) ou assassin mêlée basé sur ses Auto-Attaques (dégâts plus modérés mais sur la durée), selon les compétences que le joueur choisit au niveau 4.
- Assassin  : inflige de gros dégâts aux ennemis, mais assez fragiles (excepté Asmodan). Lors de combats de groupes, des personnages comme Li-Ming, ou Jaina auront besoin de l'aide de leurs alliés guerriers ou soutiens/soigneurs afin de pouvoir rester en vie le plus longtemps possible, leur permettant d'infliger davantage de dégâts aux unités ou bâtiments ennemis. On peut éventuellement distinguer 3 sous-catégories :
  - "Mages" : dégâts basés sur les capacités, souvent un gros montant sur une courte durée (burst) Ex : Kael'Thas, Chromie, Nova.
  - "AA" : dégâts basés sur les Auto-Attaques, moins violent mais sur la durée. Ex : Zul'Jin, Valla, Raynor.
  - "Casters" : dégâts relativement équilibrés entre les capacités et les Auto-Attaques. Ex : Chacal.
- Assassin mêlée : inflige beaucoup de dégâts au Corps à Corps, un peu plus résistant (dispose de plus de Points de Vie ou d'un moyen de les régénérer plus efficacement) que son homologue à distance puisque plus exposé. Ex : Illidan, Le Boucher, Alarak. Les "sous-catégories" d'assassin peuvent également s'appliquer dans leur cas.
- Guerrier  : encaisse de larges dégâts à la place de ses alliés, mais inflige peu de dégâts. Johanna par exemple, supporte de gros montants de dégâts grâce à ses points de vie importants et à sa capacité à générer un bouclier temporaire, pouvant encaisser de gros dégâts à la place de ses points de vie durant plusieurs secondes ;
- Guerrier offensif : sorte d'intermédiaire entre Assassin mêlée et Guerrier défensif, souvent très bon duelliste (1 contre 1) : Sonya, Malthael, Artanis.
- Soigneur : héros se démarquant par le fait d'être les seuls à pouvoir remonter les points de vie des alliés.
- Soutien : aide les héros alliés en leur offrant un bonus temporaire (protection, vitesse....). Des héros comme Deckard ou Uther permettent d'appliquer un contrôle sur l'ennemi en ralentissant sa vitesse de course ou en l'étourdissant momentanément tout en soignant ses alliés, offrant ainsi la possibilité aux autres classes d'affronter les ennemis plus sereinement.

### Modes de jeu
Heroes of the Storm possède plusieurs modes de jeu offrant une expérience répondant à divers besoins.
- Contre IA : regroupe les modes de jeu orientés joueur contre environnement ;
  - Entraînement : prend l'apparence d'une partie classique contre l'ordinateur, sans la possibilité d'être accompagné d'autres joueurs humains. Ce mode permet d'apprendre les bases du jeu grâce à des conseils mis en évidence sur l'écran du joueur[68], et ne permet pas de gagner de l'or ni de compléter les quêtes journalières[68] ;
  - Coopération : partie classique opposant deux équipes de cinq héros dont l'équipe ennemie est contrôlée par l'ordinateur[68]. Le joueur peut être accompagné de cinq autres joueurs, soit humains, soit IA dont la difficulté est paramétrable[68] avant le lancement du match ;
- Partie rapide : affrontement de deux équipes de cinq joueurs humains. Le héros est choisi avant le lancement[68] de la partie et la carte n'est pas connue à l'avance. Si l'équipe ne comporte pas cinq joueurs au lancement de la partie, le jeu va alors la compléter avec d'autres joueurs en recherche de partie ;
- Non classé : mode de jeu permettant plus de réflexion sur la composition des équipes. Les joueurs connaissent la carte à l'avance et peuvent se concerter sur le choix des héros à prendre pour composer leurs équipes[68]. Les deux équipes peuvent également bannir deux héros de leur choix, empêchant ainsi qu'ils soient sélectionnés ;
- Classé : représente la partie compétitive du jeu offrant un rang[68] après dix matchs de placement obligatoires ;
  - Ligue héroïque : deux équipes de cinq joueurs sont formées à partir de joueurs en solo[68], sélectionnés selon leur rang. La carte est connue à l'avance et les héros sont sélectionnés un à un comme en mode non classé ;
  - Ligue par équipe : similaire à la Ligue héroïque à la différence près que les deux équipes sont formées par des joueurs ayant formé eux-mêmes leurs équipes[68] peu importe leur rang et leur nombre ;
- Arène : (appelé aussi Choc des héros[68]) propose des affrontements sur des cartes spéciales[68], souvent réduites, avec des règles fantaisistes faisant la part belle à l'amusement plutôt qu'à la compétition. Chaque semaine les règles changent[68] introduisant parfois des champs de bataille inédits ;
- Personnalisé : permet l'organisation de tournois sur des cartes prédéfinies, avec des règles spécifiques, autorisant l'ajout de héros IA, ainsi que la possibilité d'observer les matchs[68].

Si un joueur quitte une partie (sauf en mode entraînement), il ne pourra pas relancer de nouvelle partie tant que celle qu'il a quittée n'est pas achevée. Cela vise à forcer les joueurs à terminer leurs parties, réduisant ainsi le nombre de départs volontaires pénalisant les joueurs restés en jeu.

### Quêtes journalières
Chaque jour, des quêtes facultatives sont proposées au joueur. Elles permettent d'obtenir des pièces d'or en remplissant des objectifs précis. Ces pièces d'or gagnées servent à débloquer de nouveaux héros, rendant alors l'obtention de ces derniers possible sans dépenser d'argent réel. Ces quêtes se composent d'objectifs simples à remplir : jouer plusieurs parties avec un héros issu soit d'un univers Blizzard imposé, soit d'une classe spécifique, ou bien encore de jouer plusieurs parties imposant ou non la victoire. Il est possible de faire progresser plusieurs quêtes simultanément lorsque les prérequis sont atteints. Leur accomplissement peut se faire dans presque n’importe quel mode de jeu et l'or obtenu varie selon les objectifs des quêtes.
Le journal de quêtes permet de contenir jusqu'à trois quêtes différentes qui n'expirent jamais.

### Champs de bataille
Le champ de bataille est le nom donné à un niveau ou carte sur le jeu. Chaque champ de bataille est composé de deux camps constitués de l'idole, de portes, de tours et de bastions ralentissant la progression des ennemis. Afin de ne pas avantager plus une équipe qu'une autre, les champs de bataille sont disposées de façon symétrique. En plus des bâtiments, on y retrouve des camps de mercenaires que les équipes peuvent capturer pour que ces unités combattent de leur côté. Chaque champ de bataille est également pourvu de zone de camouflage appelé buissons qui offre un avantage d'invisibilité, mais également la possibilité d'y dissimuler des pièges.
Le jeu dispose de 14 cartes dont certaines proviennent directement d'un univers de Blizzard.
| Nom français               | Nom anglais              | Univers             | Objectif | Sortie |
| -------------------------- | ------------------------ | ------------------- | --- | --- |
| Baie de Cœur-Noir          | Blackheart's Bay         | Heroes of the Storm | Récupérer des doublons et payer le pirate fantôme pour qu'il retourne ses armes sur l'ennemi endommageant ainsi ses bâtiments.      | 13 mars 2014                                                                                                  |
| Champs de L'Éternité       | Battlefield of Eternity  | Diablo              | Vaincre l'immortel ennemi afin de le faire combattre temporairement aux côtés de l'équipe vainqueur.                                | 21 juillet 2015                                                                                               |
| Comté du Dragon            | Dragon Shire             | Heroes of the Storm | Activer deux sanctuaires simultanément afin d'invoquer et prendre possession d'un puissant dragon.                                  | 13 mars 2014                                                                                                  |
| La passe d’Alterac         | Alterac Pass             | Warcraft            | Libérer des prisonniers qui aideront à atteindre le camp adverse afin d'en faire tomber le général.                                 | 4 juin 2018                                                                                                   |
| Fonderie Volskaya          | Volskaya Foundry         | Overwatch           | Capturer et maintenir un point stratégique afin d'invoquer un puissant robot destructeur contrôlé par deux joueurs.                 | 26 septembre 2017                                                                                             |
| Le Temple d'Hanamura       | Hanamura Temple          | Overwatch           | Accompagner et défendre un convoi qui, une fois arrivé à destination, inflige de lourds dégâts sur les structures adverse.          | 25 avril 2017 retirée puis ajoutée à nouveau le 4 septembre 2018                                              |
| Les jardins de Terreur     | Garden of Terror         | Heroes of the Storm | Récupérer trois graines afin de faire pousser une puissante terreur de jardin sur chaque voies.                                     | 23 juillet 2014 modifiée sur le serveur de test le 17 septembre 2018 sortie prévue pour le 26 septembre 2018. |
| Laboratoire de Braxis      | Braxis Holdout           | StarCraft II        | Activer les balises le plus longtemps possible afin de libérer un maximum de zergs sur le camp ennemi.                              | 13 septembre 2016                                                                                             |
| Menace nucléaire           | Warhead Junction         | StarCraft II        | Récupérer et activer le plus de bombes nucléaires sur les bâtiments ennemis afin de percer plus facilement leurs défenses.          | 27 septembre 2016                                                                                             |
| Mines hantées              | Haunted Mines            | Heroes of the Storm | Récupérer un maximum de crânes afin d'invoquer un golem contrôlé par l'IA dont la résistance dépend des crânes collectés.           | 13 mars 2014                                                                                                  |
| Sanctuaires infernaux      | Infernal Shrines         | Diablo              | Invoquer puis éliminer les gardiens des sanctuaires afin d'invoquer un puissant dominateur.                                         | 18 août 2015                                                                                                  |
| Temple céleste             | Sky Temple               | Heroes of the Storm | Défendre les temples célestes de leurs gardiens afin qu'ils dirigent leur lumière destructrice sur les bâtiments ennemis.           | 13 janvier 2015                                                                                               |
| Tombe de la Reine araignée | Tomb of the Spider Queen | Heroes of the Storm | Éliminer les araignées adverses pour récupérer leurs gemmes à offrir à la Reine araignée afin d'invoquer de puissantes tissetoiles. | 24 mars 2015                                                                                                  |
| Tours du Destin            | Towers of Doom           | Heroes of the Storm | Capturer des autels pour endommager l'idole adverse protégée par un bouclier impénétrable.                                          | 17 novembre 2015                                                                                              |
| Val maudit                 | Cursed Hollow            | Heroes of the Storm | S'emparer des tributs avant l'ennemi afin de lui infliger une malédiction rendant ses défenses inoffensives.                        | 13 mars 2014                                                                                                  |

## Modèle économique

### Avant Heroes of the Storm 2.0
Au premier lancement du jeu, le joueur ne dispose pas de tous les héros jouables. Il doit les acquérir en les achetant soit avec de l'argent réel, soit avec des pièces d'or gagnées en remplissant des quêtes journalières. Il est possible de tester un héros dans une arène de bataille personnalisable, permettant au joueur de prendre en main un personnage non débloqué avant son achat. Des éléments cosmétiques, achetables uniquement en argent réel permettent de personnaliser les personnages et leurs montures grâce à des apparences. Il est également possible d'acquérir des bonus temporaires d'expérience, faisant monter le niveau des héros et du joueur plus rapidement.

### Après Heroes of the Storm 2.0
Le 25 avril 2017, la mise à jour 2.0 du jeu fait son apparition introduisant des coffres de butin. Ces coffres permettent au joueur d'obtenir gratuitement tous les éléments cosmétiques, mais aussi les héros qui étaient auparavant payants. Le joueur obtient un coffre lorsqu'un de ces héros gagne un niveau, ainsi qu'en participant aux activités hebdomadaires de l'arène. Ils peuvent être de diverses qualités allant du coffre normal à l'épique en passant par le rare. Chaque coffre offre quatre objets aléatoires selon sa qualité. Les éléments déjà obtenus par le joueur sont convertis en monnaie virtuelle pouvant être dépensée pour débloquer d'autres éléments cosmétiques.
Cette mise à jour intègre également deux nouvelles monnaies virtuelles : les gemmes et les cristaux. Les gemmes peuvent être obtenues lorsque le joueur atteint un certain palier de niveaux d'expérience, ou en les achetant directement. Tout comme les pièces d'or, elles permettent d'obtenir des héros ou des offres à la une dans le magasin du jeu. Elles donnent aussi la possibilité d'obtenir des bonus d'expérience ainsi que des coffres de butin. Quant aux cristaux, ils permettent d'obtenir des éléments de personnalisation comme les apparences, les montures, mais également de nouveaux éléments disponibles depuis cette mise à jour comme les répliques de héros, les totems, les tags et les annonceurs. Lors que le joueur obtient un élément qu'il possède déjà, ce dernier est automatiquement transformé en cristaux selon sa rareté.

## Développement

### Histoire
D’abord baptisé Blizzard DOTA, le jeu est annoncé par Blizzard Entertainment lors de la BlizzCon 2010, le studio prévoyant alors de le distribuer sous la forme d’une carte personnalisée pour le mode arcade de StarCraft II. Le projet est d'abord principalement destiné à démontrer les possibilités offertes par l’éditeur de niveau de StarCraft II. En 2011, le projet repart cependant de zéro, ses développeurs expliquant lors de la présentation du jeu à la BlizzCon 2011 que cette nouvelle version est en comparaison plus rapide et plus adaptée,,
Après l’annonce du développement de Dota 2 par Valve, Rob Pardo, le vice-président exécutif de Blizzard, exprime ses inquiétudes concernant l’utilisation du nom Dota, celui-ci étant à l'origine issu d’une carte personnalisée créée pour Warcraft III. À la suite d'un premier conflit avec le studio Riot Games concernant cette marque, Blizzard a acquis la filiale DotA-Allstars de Riot Games, anciennement chargée du développement de Defense of the Ancients. Blizzard considère donc détenir les droits sur la marque Dota et attaque Valve en justice. Le conflit prend fin le 11 mai 2012 lorsque Blizzard et Valve annoncent avoir trouvé un arrangement, Valve conservant alors les droits sur l'exploitation de la marque Dota, et Blizzard rebaptisant son jeu Blizzard All-Stars.
En juin 2012, Dustin Browder, le concepteur de StarCraft II, annonce que la sortie de Blizzard All-Stars suivra celle de StarCraft II : Heart of the Swarm. Dans une entrevue en janvier 2013, il déclare que l'expérience multijoueur est très prometteuse, mais que le projet n'est pas assez avancé pour annoncer une date pour sa version alpha. En février 2013, les rapports financiers de Activision Blizzard indiquent que le projet est une cible d'investissement importante pour l'année 2013. Lors d'un AMA sur le site Reddit en mars 2013, Dustin Browder indique que des artistes travaillant alors sur StarCraft II : Heart of the Swarm ont été réaffectés à l'équipe de développement de Blizzard All-Stars.
En août 2013, Mike Morhaime, le président de Blizzard, annonce que le projet a atteint une étape importante de son développement et est prêt pour un test de grande ampleur. Le décrivant comme un jeu d'action et de stratégie en temps réel, il explique que l’ambition de Blizzard est d'y imposer sa propre vision du genre en retravaillant certaines mécaniques préétablies par le genre. L'équipe de développement se voit alors agrandie en mai 2013 à la suite d'un changement dans le développement du projet Titan de Blizzard.
C'est le 17 octobre 2013 que le projet prend officiellement le nom de Heroes of the Storm.
Le 13 mars 2014 Heroes of the Storm entre en phase de test technique alpha qui prendra fin le 22 septembre 2014. L'alpha technique reprend le 7 octobre 2014 pour l'Amérique du Nord, l'Amérique latine, l'Asie du Sud-Est, l'Australie et la Nouvelle-Zélande. Les serveurs européens, coréens, chinois et taïwanais restés fermés rouvrent leurs portes les semaines suivantes. L'alpha technique continue jusqu'au lancement de la version bêta fermée qui débute le 13 janvier 2015. En février 2015, Blizzard enregistre plus de 9 millions d'inscriptions de joueurs pouvant recevoir une invitation à la bêta du jeu.

### Mises à jour
Après sa sortie officielle, le jeu reste très suivi, Blizzard proposant régulièrement des mises à jour de rééquilibrage des héros, ou en en introduisant de nouveaux. Avant d'être officiellement déployées, la plupart des mises à jour sont testées sur des serveurs de tests appelés « Royaumes de test publics » (ou PTR pour Public Test Realm). N'importe quel joueur est libre de tester ces versions transitoires et d'en apporter les retours qu'il souhaite, cela aidant Blizzard à étudier les effets des modifications prévues. Le 25 avril 2017, le jeu reçoit une mise à jour majeure de son modèle économique, introduisant les coffres de butin, de nouveaux éléments cosmétiques, de nouvelles monnaies et autres éléments de personnalisation, tout en conservant le principe de gratuité de son titre.
Le 30 avril 2018, Alan Dabiri annonce que Blizzard souhaite ajouter du contenu inédit qui ne serait pas issu d'un univers Blizzard existant.

## Accueil
| Heroes of the Storm |      |         |
| Média               | Nat. | Notes   |
| Gameblog            | FR   | 9/10    |
| Gamekult            | FR   | 7/10    |
| Jeuxvideo.com       | FR   | 15/20   |
| Game Informer       | US   | 9.25/10 |
| Game Revolution     | US   | 4.5/5   |
| IGN                 | US   | 8/10    |
| PC Gamer            | US   | 84%     |
| The Escapist        | US   | 4/5     |
| Agrégateurs         |      |         |
| Metacritic          | US   | 86%     |
| GameRankings        | US   | 85.31%  |

Heroes of the Storm reçoit en majorité des avis favorables. L'agrégateur Metacritic lui calcule la note de 86 sur 100, indiquant des critiques généralement positives basées sur 57 sites internationaux. Les sites francophones Jeuxvideo.com et Gamekult lui accordent respectivement les notes de 15 sur 20 et 7 sur 10, soulignant l’accessibilité du titre aux non-initiés, ainsi que des parties rapides et nerveuses, mais également une liste de héros encore trop limitée,.
En 2015, le jeu est nommé dans la catégorie des meilleurs jeux esport aux National Academy of Video Game Trade Reviewers Awards, mais perdra face à Super Smash Bros. for Wii U. L'année suivante, il est nommé aux Golden Joystick Awards 2016 dans la catégorie du meilleur jeu compétitif de l'année, mais perdra au profit de Overwatch. En 2017, le jeu est nommé comme « Choice Video Game » aux Teen Choice Awards 2017.
Le 2 juin 2015, le journaliste Mitch Dyer du site anglophone IGN lui attribue la note de 6,5 sur 10, faisant alors partie d'une des notes les plus basses. Ce dernier évoque la pauvreté des cartes et des objectifs, ainsi que des mécanismes de jeu répétitifs et inutiles. Quelque temps après, Blizzard s'en amusera en ajoutant une banderole affichant « 6.5/10 » dans la bande-annonce de l'ajout du mode Arène. Le site décide le 9 mars 2018 de publier une nouvelle critique, lui attribuant cette fois la note de 8 sur 10.

## Postérité
Lors de la BlizzCon 2014, alors que le jeu est encore en alpha, Blizzard organise le tout premier tournoi esport officiel Heroes of the Storm invitant des équipes internationales majeures comme Cloud9, Evil Geniuses, Fnatic et Team Liquid. En 2015, la société lance un événement esport annuel spécialement réservé aux étudiants canadiens et américains, nommé Heroes of the Dorm. Ce dernier consiste en un tournoi officiel où plusieurs équipes constituées ici uniquement d'étudiants s'affrontement dans le but de remporter le premier prix. Les gagnants se voient offrir une récompense en dollars ou des PC de jeu haut de gamme.
Le 30 avril 2018, Blizzard publie la première bande dessinée en rapport avec l'univers du jeu apportant alors quelques détails et explications sur le croisement des univers jusqu'alors resté sans explication.

## Esport
Dès le lancement du jeu, Blizzard va le supporter avec un circuit compétitif organisée avec des championnats régionaux permettant de se qualifier pour des évènements internationaux regroupant donc les meilleurs équipes mondiales. L'éditeur assurera le financement de ces tournois pendant 4 ans, la dernière édition du tournoi s'étant déroulée en 2018. Depuis la scène compétitive est animée par des amateurs et des créateurs de contenu.